# (31843) 2000 CQ80
2000 سي كيو 80 (ويعرف أيضًا باسم (31843) 2000 سي كيو 80 وفق تسمية الكوكب الصغير) (بالإنجليزية: 2000 CQ80)‏ هو كويكب ضمن حزام الكويكبات؛ وترتيبه 31843 من حيث الاكتشاف.
اكتُشف هذا الجُرم الفلكي بواسطة بحث لنكولن عن الكويكبات القريبة من الأرض في 8 فبراير 2000.

## وصلات خارجية
- (31843) 2000 CQ80 في قاعدة بيانات مختبر الدفع النفاث لأجرام النظام الشمسي الصغيرة

- الاكتشاف · مخطط المدار ·  العناصر المدارية · المعلمات المادية

- (31843) 2000 CQ80 على موقع ويكي سكاي: DSS2, SDSS, GALEX, IRAS, Hydrogen α, X-Ray, Astrophoto, Sky Map, Articles and images